# Psychedelic Pill
Pour les articles homonymes, voir Pill (homonymie).
Albums de Neil Young
Americana
(2012) Live at the Cellar Door
(2013)
Psychedelic Pill est le 34e album studio du musicien canadien Neil Young. Enregistré en compagnie de Crazy Horse, il est sorti le 30 octobre 2012 sur le label Reprise Records et a été produit par Neil Young, John Hanton et Mark Humphreys. Paru sous forme de double compact disc, il est l'album studio le plus long enregistré par Neil Young.

## Historique
Neil Young retravaille avec Crazy Horse pour la première fois depuis l'album Greendale, paru en 2003, pour enregistrer un album de reprises de la musique folk traditionnelle américaine qui sortira en juin 2012 sous le nom d'Americana. Pendant les sessions de cet album, les musiciens enregistreront aussi les longues jam qui donneront ensuite les titres principaux de l'album Psychedelic Pill.
Cet album sera enregistré dans le studio de Neil Young, au Broken Arrow Ranch de Redwood City en Californie. Seule l'introduction acoustique de la chanson Drifting Back sera enregistrée à Hawaii dans les studios Lava Tracks de Kamuela.
Cet album est constitué de trois titres phare dépassant les seize minutes, Drifting Back qui fait plus de vingt-sept minutes et Ramada Inn et Walk like a Giant qui en font plus de seize. Ces titres sont de longues jam sessions sur lesquelles le groupe maintient un équilibre rythmique et Neil Young y plante ses solos de guitare, comme sur scène lorsqu'il interprète des titres comme Cortez the Killer ou Like a Hurricane.
Il entrera directement à la 8e place des charts américains du Billboard 200 et à la 7e place des charts canadiens.

## Liste des titres
Tous les titres sont signés par Neil Young.

### Disque 1
1. Driftin' Back - 27:37
2. Psychedelic Pill - 3:28
3. Ramada Inn - 16:50
4. Born in Ontario - 3:49

### Disque 2
1. Twisted Road - 3:29
2. She's Always Dancing - 8:33
3. For the Love of Man - 4:14
4. Walk Like a Giant - 16:29
5. Psychedelic Pill (Alternate Mix) - 3:12

## Musiciens
Neil Young : chant, guitare, harmonium, cordes, sifflements
Crazy Horse
- Frank Sampedro : guitare, chœurs
- Billy Talbot : basse, chœurs
- Ralph Molina : batterie, chœurs

Musicien additionnel
- Dan Greco : tambourin, cloche

## Charts
| Pays                                 | Durée du classement | Meilleur classement | Date             |
| ------------------------------------ | ------------------- | ------------------- | ---------------- |
| Allemagne (GfK Entertainment)        | 18 semaines         | 4e                  | 9 novembre 2012  |
| Autriche (Ö3 Austria Top 40)         | 3 semaines          | 28e                 | 11 novembre 2012 |
| Autriche (Ö3 Austria Top 40)         | 8 semaines          | 11e                 | 16 novembre 2012 |
| Belgique (V) (Ultratop)              | 24 semaines         | 6e                  | 10 novembre 2012 |
| Belgique (W) (Ultratop)              | 14 semaines         | 20e                 | 10 novembre 2012 |
| Canada (Canadian Albums Chart)       | 1 semaine           | 7e                  | 17 novembre 2012 |
| Danemark (Tracklisten)               | 1 semaine           | 11e                 | 9 novembre 2012  |
| Écosse (Scottish Album Chart)        | 6 semaines          | 10e                 | 4 novembre 2012  |
| Espagne (Promusicae)                 | 3 semaines          | 25e                 | 4 novembre 2012  |
| États-Unis (Billboard 200)           | 10 semaines         | 8e                  | 17 novembre 2012 |
| Finlande (Suomen virallinen lista)   | 7 semaines          | 18e                 | 7 novembre 2012  |
| France (SNEP)                        | 9 semaines          | 19e                 | 10 novembre 2012 |
| Italie (FIMI)                        | 6 semaines          | 19e                 | 8 novembre 2012  |
| Norvège (VG-lista)                   | 5 semaines          | 6e                  | 7 novembre 2012  |
| Nouvelle-Zélande (RMNZ Albums Top40) | 4 semaines          | 20e                 | 5 novembre 2012  |
| Pays-Bas (MegaCharts)                | 16 semaines         | 11e                 | 3 novembre 2012  |
| Royaume-Uni (UK Albums Chart)        | 3 semaines          | 14e                 | 4 novembre 2012  |
| Suède (Sverigetopplistan)            | 12 semaines         | 7e                  | 9 novembre 2012  |
| Suisse (Schweizer Hitparade)         | 5 semaines          | 12e                 | 11 novembre 2012 |